# 2021-es Formula–E Monte-Carlo nagydíj
A 2021-es Formula–E Monte-Carlo nagydíjat május 8-án rendezték meg a Circuit de Monaco pályán. Ez volt a 2020–2021-es szezon hetedik versenye. A futamot António Félix da Costa nyerte meg.

## Eredmények

### Időmérő
| Helyezés | #  | Versenyző              | Csapat           | Idő        | Különbség  | Rajthely |
| -------- | -- | ---------------------- | ---------------- | ---------- | ---------- | -------- |
| 1.       | 13 | António Félix da Costa | Techeetah-DS     | 1:31.832   | 1:31.317   | 1        |
| 2.       | 4  | Robin Frijns           | Virgin-Audi      | 1:31.638   | 1:31.329   | 2        |
| 3.       | 20 | Mitch Evans            | Jaguar           | 1:31.772   | 1:31.368   | 3        |
| 4.       | 25 | Jean-Éric Vergne       | Techeetah-DS     | 1:31.839   | 1:31.376   | 4        |
| 5.       | 28 | Maximilian Günther     | Andretti-BMW     | 1:31.817   | 1:32.039   | 5        |
| 6.       | 22 | Oliver Rowland         | e.dams-Nissan    | 1:31.850   | idő nélkül | 6        |
| 7.       | 37 | Nick Cassidy           | Virgin-Audi      | 1:31.853   |            | 7        |
| 8.       | 99 | Pascal Wehrlein        | Porsche          | 1:31.900   |            | 8        |
| 9.       | 94 | Alex Lynn              | Mahindra         | 1:31.952   |            | 9        |
| 10.      | 71 | Norman Nato            | Venturi-Mercedes | 1:31.964   |            | 12[a]    |
| 11.      | 33 | René Rast              | Audi             | 1:32.125   |            | 10       |
| 12.      | 29 | Alexander Sims         | Mahindra         | 1:32.146   |            | 11       |
| 13.      | 23 | Sébastien Buemi        | e.dams-Nissan    | 1:32.209   |            | 13       |
| 14.      | 27 | Jake Dennis            | Andretti-BMW     | 1:32.247   |            | 14       |
| 15.      | 5  | Stoffel Vandoorne      | Mercedes         | 1:32.277   |            | 15       |
| 16.      | 10 | Sam Bird               | Jaguar           | 1:32.281   |            | 16       |
| 17.      | 11 | Lucas di Grassi        | Audi             | 1:32.303   |            | 17       |
| 18.      | 48 | Edoardo Mortara        | Venturi-Mercedes | 1:32.329   |            | 18       |
| 19.      | 36 | André Lotterer         | Porsche          | 1:32.339   |            | 19       |
| 20.      | 6  | Nico Müller            | Dragon-Penske    | 1:32.344   |            | 20       |
| 21.      | 88 | Tom Blomqvist          | NIO              | 1:32.630   |            | 21       |
| 22.      | 8  | Oliver Turvey          | NIO              | 1:32.633   |            | 22       |
| 23.      | 17 | Nyck de Vries          | Mercedes         | 1:33.070   |            | 24[b]    |
| 24.      | 7  | Sérgio Sette Câmara    | Dragon-Penske    | idő nélkül |            | 23       |
| Forrás:  |    |                        |                  |            |            |          |

Megjegyzések:
- ↑ a:  Norman Nato egy két helyes rajtbüntetést kapott, amiért nem vette figyelembe a sárga zászlót az első szabadedzésen.[6]
- ↑ b:  Nyck de Vries autójában erőforrást és váltót cseréltek, ezért egy negyven helyes rajtbüntetést kapott. Mivel nem tudta teljes mértékben letölteni a büntetést, ezért a futam során egy tíz másodperces stop-and-go büntetést kellett letöltenie.[7][8]

### Futam
| Helyezés | #  | Versenyző              | Csapat           | Kör | Idő/Kiesés oka   | Rajthely | Pont    |
| -------- | -- | ---------------------- | ---------------- | --- | ---------------- | -------- | ------- |
| 1.       | 13 | António Félix da Costa | Techeetah-DS     | 26  | 47:20.697        | 1        | 25+3[c] |
| 2.       | 4  | Robin Frijns           | Virgin-Audi      | 26  | +2.848           | 2        | 18+1[d] |
| 3.       | 20 | Mitch Evans            | Jaguar           | 26  | +2.872           | 3        | 15      |
| 4.       | 25 | Jean-Éric Vergne       | Techeetah-DS     | 26  | +3.120           | 4        | 12+1[e] |
| 5.       | 28 | Maximilian Günther     | Andretti-BMW     | 26  | +3.270           | 5        | 10      |
| 6.       | 22 | Oliver Rowland         | e.dams-Nissan    | 26  | +3.865           | 6        | 8       |
| 7.       | 10 | Sam Bird               | Jaguar           | 26  | +4.150           | 16       | 6       |
| 8.       | 37 | Nick Cassidy           | Virgin-Audi      | 26  | +4.752           | 7        | 4       |
| 9.       | 94 | Alex Lynn              | Mahindra         | 26  | +5.759           | 9        | 2       |
| 10.      | 11 | Lucas di Grassi        | Audi             | 26  | +6.225           | 17       | 1       |
| 11.      | 23 | Sébastien Buemi        | e.dams-Nissan    | 26  | +6.567           | 13       |         |
| 12.      | 48 | Edoardo Mortara        | Venturi-Mercedes | 26  | +7.097           | 18       |         |
| 13.      | 71 | Norman Nato            | Venturi-Mercedes | 26  | +8.507           | 12       |         |
| 14.      | 88 | Tom Blomqvist          | NIO              | 26  | +9.240           | 21       |         |
| 15.      | 7  | Sérgio Sette Câmara    | Dragon-Penske    | 26  | +9.499           | 23       |         |
| 16.      | 27 | Jake Dennis            | Andretti-BMW     | 26  | +9.822           | 14       |         |
| 17.      | 36 | André Lotterer         | Porsche          | 26  | +10.503[f]       | 19       |         |
| 18.      | 6  | Nico Müller            | Dragon-Penske    | 26  | +11.450          | 20       |         |
| 19.      | 8  | Oliver Turvey          | NIO              | 26  | +12.067          | 22       |         |
| Ki       | 17 | Nyck de Vries          | Mercedes         | 23  | elektronika      | 24       |         |
| Ki       | 5  | Stoffel Vandoorne      | Mercedes         | 21  | baleseti sérülés | 15       |         |
| Ki       | 99 | Pascal Wehrlein        | Porsche          | 21  | baleseti sérülés | 8        |         |
| Ki       | 33 | René Rast              | Audi             | 18  | baleset          | 10       |         |
| Ki       | 29 | Alexander Sims         | Mahindra         | 0   | baleseti sérülés | 11       |         |
| Forrás:  |    |                        |                  |     |                  |          |         |

Megjegyzések:
- ↑ c:  +3 pont a pole-pozícióért.
- ↑ d:  +1 pont a csoportkörben megfutott leggyorsabb körért.
- ↑ e:  +1 pont a leggyorsabb körért.
- ↑ f:  André Lotterer baleset okozásáért egy öt másodperces időbüntetést kapott.[10]

## A világbajnokság állása a futamok után
(Teljes táblázat)
| H  | Versenyzők             | Pont | H  | Konstruktőrök                   | Pont |
| -- | ---------------------- | ---- | -- | ------------------------------- | ---- |
| 1. | Robin Frijns           | 62   | 1. | Mercedes-Benz EQ Formula E Team | 105  |
| 2. | Nyck de Vries          | 57   | 2. | Jaguar Racing                   | 103  |
| 3. | Mitch Evans            | 54   | 3. | DS Techeetah                    | 98   |
| 4. | António Félix da Costa | 52   | 4. | Envision Virgin Racing          | 81   |
| 5. | Sam Bird               | 49   | 5. | BMW i Andretti Motorsport       | 55   |

- Jegyzet: Csak az első 5 helyezett van feltüntetve mindkét táblázatban.